# Sesbania tetraptera
Sesbania tetraptera är en ärtväxtart som beskrevs av John Gilbert Baker. Sesbania tetraptera ingår i släktet Sesbania och familjen ärtväxter.

## Underarter
Arten delas in i följande underarter:
- S. t. rogersii
- S. t. tetraptera